# Anoplocapros robustus
Anoplocapros robustus är en fiskart som först beskrevs av Fraser-brunner 1941.  Anoplocapros robustus ingår i släktet Anoplocapros och familjen Aracanidae. Inga underarter finns listade i Catalogue of Life.